# Kisbéri kistérség

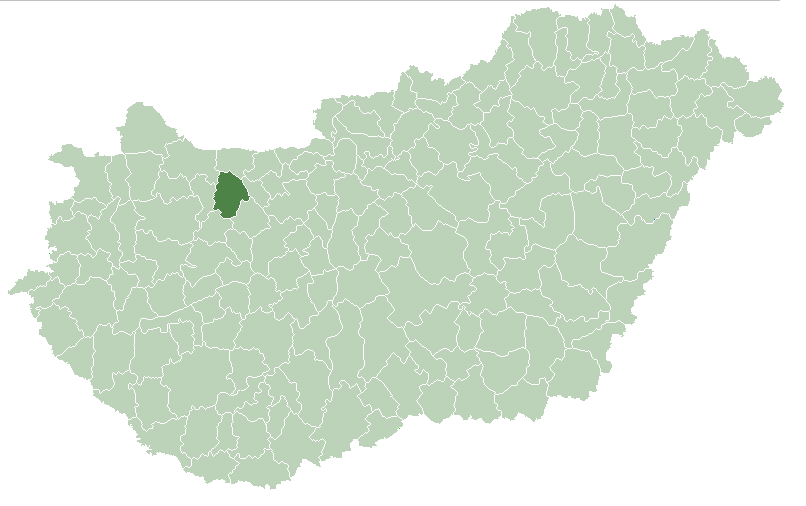
A Kisbéri kistérség

A Kisbéri kistérség egy kistérség volt Komárom-Esztergom megyében, központja Kisbér volt. 2014-ben az összes többi kistérséggel együtt megszűnt.

## Települései
| Ácsteszér         | Aka           | Ászár   | Bakonybánk | Bakonysárkány |
| Bakonyszombathely | Bársonyos     | Császár | Csatka     | Csép          |
| Ete               | Kerékteleki   | Kisbér  | Réde       | Súr           |
| Tárkány           | Vérteskethely |         |            |               |